# ユッタ・ヴィンケルマン
ユッタ・ヴィンケルマン、（Jutta Winkelmann、旧姓シュミット (Schmidt)、1949年4月3日 – 2017年2月23日）は、ドイツの演出家、著作家。

## 来歴
ユッタ・ヴィンケルマンは、ジゼラ・ゲティの双子の姉妹である。1967年まで地元カッセルのルドルフ・シュタイナー学校、カッセル芸術大学で学び、その後数学期間演劇学校とミュンヘンテレビ映画大学に通った。その頃、夫で映画監督のアドルフ・ヴィンケルマンと姉妹のジゼラと共にカッセル映画グループを設立。
ユッタとジゼラは西ベルリンの1968年の抗議行動の参加者として知られていた。1973年、アメリカ合衆国の大富豪ジャン・ポール・ゲティの孫のジョン・ポール・ゲティ3世がイタリアで誘拐された。同年イタリアで既に彼と知己を得ていた双子の姉妹は、容疑者として一時的に逮捕された。1974年、ジゼラとジョン・ポール・ゲティ3世は結婚、翌1975年1月22日に誕生した彼らの息子バルサザール・ゲティはユッタの甥にあたる。
ユッタは1976年にミュンヘンでライナー・ラングハンス、カメラマンのアンナ・ワーナー、モデルのブリギッテ・シュトロイベルといわゆる「ハーレム」 (Der Harem) を作り上げた。1978年に映画製作者・ジャーナリストのクリスタ・リッター、1991年にジゼラも加わり、ラングハンスを中心に計5人の女性の主に精神的な長期の関係が今日まで続いている。
ジゼラ及び著作家のジャマル・トゥシックと共に、1968年抗議行動世代を背景とした姉妹の伝記「Die Zwillinge oder Vom Versuch, Geld und Geist zu küssen」を発表。この書籍は概ね否定的な評価を受けた。NZZの評論家は「盲目的ナルシシズムの歴史書」「無意味な自己満足の本」と呼んだ。対してデア・シュピーゲルのマティアス・マトゥセックは「薬物による精神錯乱、並外れた狂気、アーティストのベッドでのセックス、の悪魔のようなカクテル」、「双子は性的非日常、優雅なサドマゾヒズムを持ち、2度読んでみても未だに刺激が残されている。」と評した。
2013年に出版された「Unter dem Cherrytree」は、日刊紙ディ・ヴェルトの書評で「個人的な神話（中略）、半分は日本のマンガ、半分はインドの神話、黙示録と永遠に続く輪廻転生」と評された。
ミュンヘンに演出家、写真家、著作家として暮らしている。

### ミュンヘンの最後の数年間
2014年、以前の乳癌からの骨転移による自身の病気を公表した。2016年末に出版された著書『Mein Leben ohne mich』に癌との闘病を記した。2017年2月23日、ミュンヘンで死去。ブログの最後のエントリーは「no haiku」というタイトルで、「私はここに長くはいない/かも知れない、と神は言う/おそらく、と私は思う」で始まる。

## 著作
- Kidnapping Paul. Die Geschichte einer Entführung （ジゼラ・ゲティと共著、Weissbooks.w、フランクフルト・アム・マイン 2018年 ISBN 978-3-86337-125-8）
- Mein Leben ohne mich（Weissbooks.w、フランクフルト・アム・マイン 2016年 ISBN 978-3-86337-112-8）
- Unter dem Cherrytree （ジゼラ・ゲティと共著、BoD Norderstedt、Bildstein版、ライプツィヒ、ドレスデン 2013年 ISBN 978-3732246-30-4）
- The Twins （ジゼラ・ゲティと共著、Blumenbar、ベルリン 2010年 ISBN 978-3-936738-72-8）
- Die Zwillinge oder Vom Versuch, Geld und Geist zu küssen （ジゼラ・ゲティ、ジャマル・トゥシックと共著、weissbooks.w、フランクフルト・アム・マイン 2008年 ISBN 978-3-940888-01-3）
- Living in freedom（VHS、Kamphausen、ビーレフェルト 2000年 ISBN 3-933496-47-0）
- Das Harem-Experiment: Begegnungen mit Rainer Langhans, dem letzten APOnauten（Heyne-Verlag、ミュンヘン 1999年 ISBN 3-453-13284-X）
- Future-Sex （ジゼラ・ゲティと共著、Metropolitan-Verlag、デュッセルドルフ、ミュンヘン 1996年 ISBN 3-89623-017-4）